# Klaus Rudek

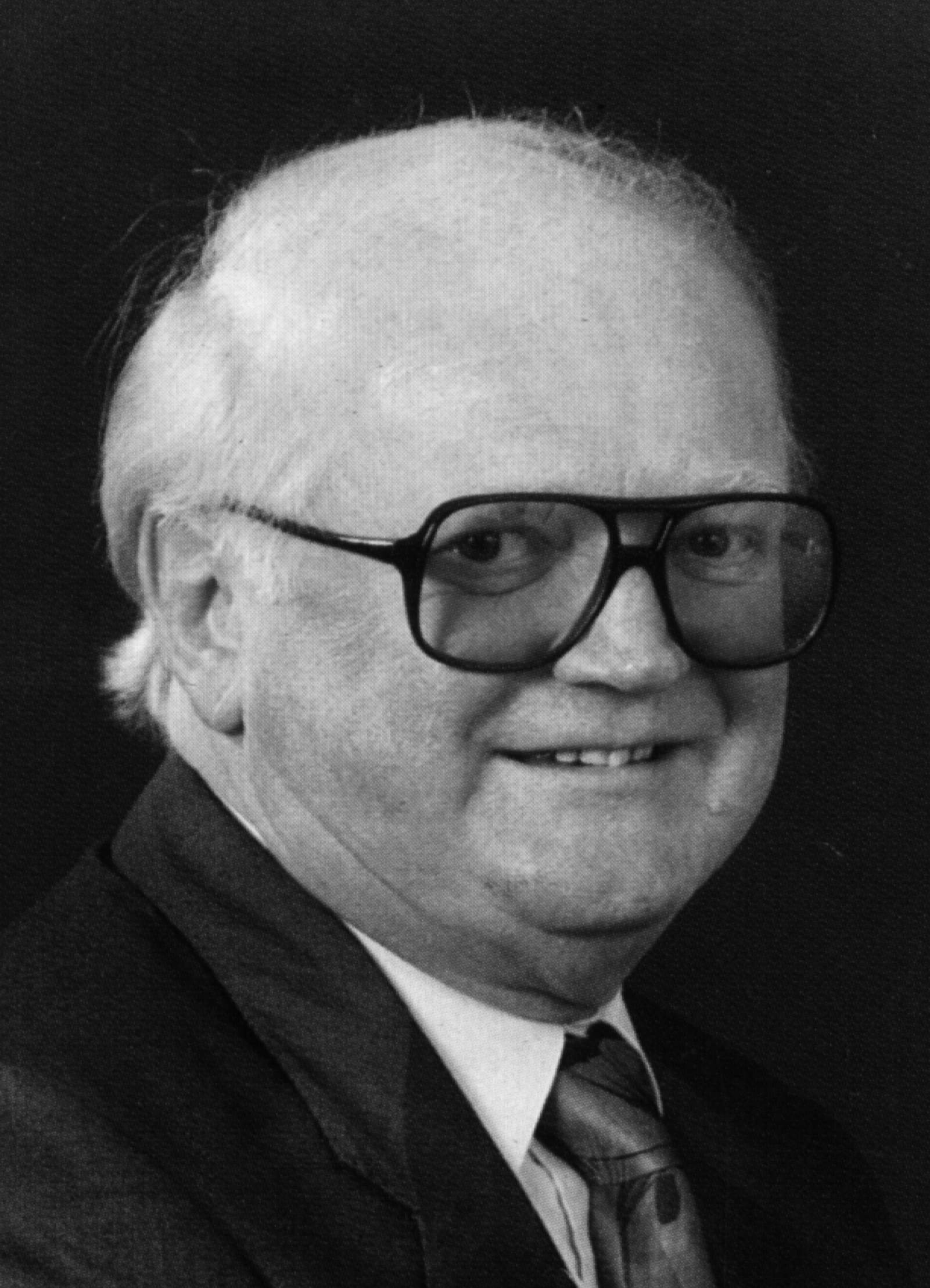
Klaus Rudek (2007)

Klaus Rudek (* 14. Juli 1928 in Hindenburg, Oberschlesien; † 6. April 2016 in Bremen) war ein deutscher Studiendirektor, Journalist und Buchautor. Er lebte in Bremen und wohnte zwischen 1982 und 2006 in Santiago de Chile.

## Biografie

### Bremen
1956 floh Rudek aus der DDR nach Bremen und wurde als politischer Flüchtling anerkannt. Als Studiendirektor leitete Rudek das Gymnasium am Vorkampsweg in Horn-Lehe. Er war in der Folgezeit Mitglied des Landesvorstandes des Philologenverbandes, Stellvertretender Vorsitzender der Vereinigung Bremer Schulleiter an Gymnasien, Vorsitzender des Prüfungsausschusses für die zweite Lehrerprüfung (zweites pädagogisches Staatsexamen) und Vorstandsmitglied im Arbeitskreis für Schülermitverantwortung auf Bundesebene.

### Deutsche Schule Santiago de Chile
Rudek leitete von 1982 bis 1993 als von der Bundesrepublik  vermittelter Direktor die Deutsche Schule Santiago in Chile. Er leitete ferner ehrenamtlich als erster Rektor das ebenfalls in Santiago de Chile ansässige Instituto Superior Aleman de Comercio (INSALCO, Deutsche Höhere Wirtschaftsschule). Ende der 1980er Jahre gründete er in Santiago de Chile das Deutsche Lehrerbildungsinstitut Wilhelm von Humboldt, das er als ehrenamtlicher Rektor bis 1992 leitete. Ferner war er bis 1992 Sprecher der Direktorenkonferenz der Deutschen Schulen in Chile. 1990 wurde er zum Generalsekretär des Dachverbandes Deutscher Begegnungsschulen in Lateinamerika gewählt.
Rudel galt als Sympathisant der Colonia Dignidad, die er besuchte und die in der Deutschen Schule ihre Lebensmittelprodukte verkaufen durfte.

### Ehrungen
- Rudek wurde für seine Erfolge in der deutsch-chilenischen Bildungsarbeit 1992 das Bundesverdienstkreuz am Bande verliehen.
- 1992 erhielt er den Orden Bernardo O’Higgins im Grade des Comendador durch den Präsidenten der Republik Chile Patricio Aylwin verliehen.
- Lions International würdigte Rudeks Sozialarbeit in Chile mit der Verleihung des Titels Botschafter des guten Willens.
- Er war seit 1992 ständiger Vertreter des Deutsch-Chilenischen Bundes (DCB) in Deutschland.

## Veröffentlichungen
- Von einem der auszog das Lernen zu lehren. BoD, Norderstedt 2008, ISBN 978-3-8370-8277-7. (eingeschränkte Vorschau)